# سوم أوزبكستاني
السوم الأوزبيكستاني (بالأوزبكيّة: أبجديّة لاتينيّة: O‘zbek so‘m، أبجديّة سيريلية: Ўзбек сўм) العملة الرسميّة لجمهورية أوزبكستان رمزها (UZS) ويصدرها المصرف المركزي لجمهورية أوزبكستان، السوم الأوزبيكستاني الواحد مقسّم لمئة تيين (بالأوزبكيّة: tiyin) وسعر صرفه كل دولار أمريكي = 1605،55 سوم أوزبيكي، أصدر أول مرة في 26 تموز عام 1993 لتحل مكان الروبل السوفياتي.

## العملات المعدنية
أصدرت ثلاث سلاسل من الإصدار الثاني للسوم. كُتبت السلسلة الأولى بالخط السيريلي، بينما كُتبت السلسلة الثانية والثالثة بالخط اللاتيني .

### السلسلة الأولى (1994-2000)
|                                                                                              | 1 تيين  | 16،9 ملم | 1،75 جرام | نحاس أصفر-فولاذ | شعار أوزبكستان مع 12 نجمة | القيمة تاريخ السك | 1994                   | يوليو 1994 | 1 مارس 2020 | 1 يناير 2021 |
|                                                                                              | 3 تيين  | 19،9 ملم | 2،7 جرام  | نحاس أصفر-فولاذ | شعار أوزبكستان مع 12 نجمة | القيمة تاريخ السك | 1994                   | يوليو 1994 | 1 مارس 2020 | 1 يناير 2021 |
|                                                                                              | 5 تيين  | 17 ملم   | 1،8 جرام  | نحاس أصفر-فولاذ | شعار أوزبكستان مع 12 نجمة | القيمة تاريخ السك | 1994                   | يوليو 1994 | 1 مارس 2020 | 1 يناير 2021 |
|                                                                                              | 10 تيين | 18،7 ملم | 2،85 جرام | نيكل-فولاذ      | شعار أوزبكستان مع 12 نجمة | القيمة تاريخ السك | 1994                   | يوليو 1994 | 1 مارس 2020 | 1 يناير 2021 |
|                                                                                              | 20 تيين | 22 ملم   | 4 جرام    | نيكل-فولاذ      | شعار أوزبكستان مع 12 نجمة | القيمة تاريخ السك | 1994                   | يوليو 1994 | 1 مارس 2020 | 1 يناير 2021 |
|                                                                                              | 50 تيين | 23،9 ملم | 4،8 جرام  | نيكل-فولاذ      | شعار أوزبكستان مع 12 نجمة | القيمة تاريخ السك | 1994                   | يوليو 1994 | 1 مارس 2020 | 1 يناير 2021 |
|                                                                                              | 1 سوم   | 19،8 ملم | 2،72 جرام | نيكل-فولاذ      | شعار أوزبكستان مع 12 نجمة | القيمة تاريخ السك | 1997، 1998، 1999       | 1997       | 1 مارس 2020 | 1 يناير 2021 |
|                                                                                              | 5 سوم   | 22،2 ملم | 4 جرام    | نيكل-فولاذ      | شعار أوزبكستان مع 12 نجمة | القيمة تاريخ السك | 1997، 1998، 1999       | 1997       | 1 مارس 2020 | 1 يناير 2021 |
|                                                                                              | 10 سوم  | 24 ملم   | 4،7 جرام  | نيكل-فولاذ      | شعار أوزبكستان مع 12 نجمة | القيمة تاريخ السك | 1997، 1998، 1999، 2000 | 1997       | 1 مارس 2020 | 1 يناير 2021 |
| هذه الصور هي بمقياس 2.5 بكسل لكل ملم. For table standards, see the coin specification table. |         |          |           |                 |                           |                   |                        |            |             |              |

### السلسلة الثانية (2000-2004)
| السلسلة الثانية                                                                              | السلسلة الثانية | السلسلة الثانية | السلسلة الثانية | السلسلة الثانية | السلسلة الثانية    | السلسلة الثانية | السلسلة الثانية                   | السلسلة الثانية                   | السلسلة الثانية | السلسلة الثانية | السلسلة الثانية |
| الصورة                                                                                       | الصورة          | القيمة          | المعايير الفنية | المعايير الفنية | المعايير الفنية    | الوصف           | الوصف                             | الوصف                             | تاريخ الطباعة   | السحب           |                 |
| الصورة                                                                                       | الصورة          | القيمة          | القطر           | الوزن           | التكوين            | الحافة          | الوجه                             | الظهر                             | تاريخ الطباعة   | السحب           |                 |
| -------------------------------------------------------------------------------------------- | --------------- | --------------- | --------------- | --------------- | ------------------ | --------------- | --------------------------------- | --------------------------------- | --------------- | --------------- | --------------- |
|                                                                                              |                 | 1 سوم           | 18.4 ملم        | 2.83 جرام       | فولاذ مقاوم للصدأ  | مقصب            | شعار أوزبكستان، اسم البنك، سنة سك | القيمة، خريطة أوزبكستان           | 2000            | 1 مارس 2020     |                 |
|                                                                                              |                 | 5 سوم           | 21.2 ملم        | 3.35 جرام       | نحاس أصفر-فولاذ    | أملس            | شعار أوزبكستان، اسم البنك، سنة سك | القيمة، خريطة أوزبكستان           | 2001            | 1 مارس 2020     |                 |
|                                                                                              |                 | 10 سوم          | 19.75 ملم       | 2.71 جرام       | نيكل-فولاذ         | أملس            | شعار أوزبكستان، اسم البنك، سنة سك | القيمة، خريطة أوزبكستان           | 2001            | 1 مارس 2020     |                 |
|                                                                                              |                 | 50 سوم          | 26.1 ملم        | 8 جرام          | نيكل-فولاذ         | أملس ومقصب      | شعار أوزبكستان، اسم البنك، سنة سك | القيمة، خريطة أوزبكستان           | 2001            | 1 يوليو 2019    |                 |
|                                                                                              |                 | 50 سوم          | 26.1 ملم        | 7.9 جرام        | نيكل-فولاذ         | أملس ومقصب      | شعار أوزبكستان، اسم البنك، سنة سك | القيمة، موقع شهرسبز               | 2002            | 1 يوليو 2019    |                 |
|                                                                                              |                 | 100 سوم         | 26.9 ملم        | 7.9 جرام        | نيكل مغطى بالفولاذ | منقوش           | شعار أوزبكستان، اسم البنك، سنة سك | القيمة، خريطة أوزبكستان، أشعة شمس | 2004            | 1 يوليو 2019    |                 |
| هذه الصور هي بمقياس 2.5 بكسل لكل ملم. For table standards, see the coin specification table. |                 |                 |                 |                 |                    |                 |                                   |                                   |                 |                 |                 |

### السلسلة الثالثة (2018)
|                                                                                              | 50 سوم  | 18.0 ملم | 2.0g     | نيكل | أملس | الفئة                                                     | شعار أوزبكستان، تاريخ السك | 2018 | 2 يوليو 2018 | متداولة |
|                                                                                              | 100 سوم | 20.0 ملم | 2.5 جرام | نيكل | أملس | نصب الاستقلال والخير في طشقند                             | شعار أوزبكستان، تاريخ السك | 2018 | 2 يوليو 2018 | متداولة |
|                                                                                              | 200 سوم | 22.0 ملم | 3.3 جرام | نيكل | أملس | تفاصيل فسيفساء النمر في مدرسة شيردور في ريجستان في سمرقند | شعار أوزبكستان، تاريخ السك | 2018 | 2 يوليو 2018 | متداولة |
|                                                                                              | 500 سوم | 24.0 ملم | 3.9 جرام | نيكل | أملس | قصر المؤتمرات في طشقند                                    | شعار أوزبكستان، تاريخ السك | 2018 | 2 يوليو 2018 | متداولة |
| هذه الصور هي بمقياس 2.5 بكسل لكل ملم. For table standards, see the coin specification table. |         |          |          |      |      |                                                           |                            |      |              |         |

## الأوراق النقدية

### السلسلة الأولى
أصدرت سلسلة الأوراق النقدية الأولى من قبل بنك الدولة الأوزبكستاني في عام 1993. تشترك جميع الأوراق في نفس التصميمات: شعار أوزبكستان في الوجه ومدارس ريجستان الدينية في سمرقند.
| الصورة | الصورة | القيمة     | الأبعاد    |
| الوجه  | الظهر  | القيمة     | الأبعاد    |
| ------ | ------ | ---------- | ---------- |
|        |        | 1 سوم      | 120×61 ملم |
|        |        | 3 سوم      | 120×61 ملم |
|        |        | 5 سوم      | 120×61 ملم |
|        |        | 10 سوم     | 120×61 ملم |
|        |        | 25 سوم     | 120×61 ملم |
|        |        | 50 سوم     | 144×69 ملم |
|        |        | 100 سوم    | 144×69 ملم |
|        |        | 200 سوم    | 144×69 ملم |
|        |        | 500 سوم    | 144×69 ملم |
|        |        | 1،000 سوم  | 144×69 ملم |
|        |        | 5،000 سوم  | 144×69 ملم |
|        |        | 10،000 سوم | 144×69 ملم |

### السلسلة الثانية
أصدرت السلسلة الثانية والحالية في عام 1994 بفئات 1 و3 و5 و10 و25 و50 و100 سوم. أصدرت ورقة نقدية بقيمة 200 في عام 1997، و500 في عام 1999، و1000 في عام 2001، و5000 في عام 2013، و10،000 في 10 مارس 2017، و500،00 في 22 أغسطس 2017، و100،000 سوم في 25 فبراير 2019. تتميز الفئات الأربع الأخيرة بنقوش باللغة الأوزبكية اللاتينية بدلاً من السيريلية الأوزبكية في الأوراق النقدية من 1 إلى 1000 سوم أوزبكي. أصدر البنك المركزي الأوزبكي في 14 يونيو 2021 أوراق نقدية بقيمة 20،00 و20،000. أصدر البنك المركزي الأوزبكي في 18 يونيو 2021 أوراق نقدية جديدة بقيمة 5000 و10،000 سوم. في نفس العام، أصدر البنك المركزي أوراقًا ورقية جديدة بقيمة 50،000 و100،000 سوم. أصدرا ورقة نقدية جديدة بالكامل بقيمة 200،000 في 15 يوليو 2022.
| سلسلة 1994-2019 | سلسلة 1994-2019 | سلسلة 1994-2019 | سلسلة 1994-2019   | سلسلة 1994-2019                | سلسلة 1994-2019                                           | سلسلة 1994-2019 | سلسلة 1994-2019 | سلسلة 1994-2019 |
| الصورة          | الصورة          | القيمة          | اللون             | الوصف                          | الوصف                                                     | تاريخ الطباعة   | تاريخ الإصدار   | السحب           |
| الوجه           | الظهر           | القيمة          | اللون             | الوجه                          | الظهر                                                     | تاريخ الطباعة   | تاريخ الإصدار   | السحب           |
| --------------- | --------------- | --------------- | ----------------- | ------------------------------ | --------------------------------------------------------- | --------------- | --------------- | --------------- |
|                 |                 | 1 سوم           | أخضر              | شعار أوزبكستان                 | مسرح نافوي في طشقند                                       | 1994            | 1 يوليو 1994    | 1 مارس 2020     |
|                 |                 | 3 سوم           | أحمر              | شعار أوزبكستان                 | ضريح جاشما أيوب في بخارى                                  | 1994            | 1 يوليو 1994    | 1 مارس 2020     |
|                 |                 | 5 سوم           | أزرق وبرتقالي     | شعار أوزبكستان                 | نصب أليشر نافوي في طشقند                                  | 1994            | 1 يوليو 1994    | 1 مارس 2020     |
|                 |                 | 10 سوم          | أرجواني           | شعار أوزبكستان                 | كور أمير في سمرقند                                        | 1994            | 1 يوليو 1994    | 1 مارس 2020     |
|                 |                 | 25 سوم          | أزرق              | شعار أوزبكستان                 | ضريح قثم بن العباس في سمرقند                              | 1994            | 1 يوليو 1994    | 1 مارس 2020     |
|                 |                 | 50 سوم          | بني               | شعار أوزبكستان                 | ثلاث مدرسة إسلامية في ريجستان في سمرقند                   | 1994            | 1 يوليو 1994    | 1 يوليو 2019    |
|                 |                 | 100 سوم         | بنفسجي            | شعار أوزبكستان                 | قصر صداقة الشعوب في طشقند                                 | 1994            | 1 يوليو 1994    | 1 يوليو 2019    |
|                 |                 | 200 سوم         | أخضر              | شعار أوزبكستان                 | تفاصيل فسيفساء النمر في مدرسة شيردور في ريجستان في سمرقند | 1997            | 1 مارس 1997     | 1 يوليو 2020    |
|                 |                 | 500 سوم         | أحمر وبعض الأخضر  | شعار أوزبكستان                 | تمثال تيمورلنك في طشقند                                   | 1999            | 1 يونيو 2000    | 1 يوليو 2020    |
|                 |                 | 1،000 سوم       | رمادي             | شعار أوزبكستان                 | متحف أمير تيمور في طشقند                                  | 2001            | 1 سبتمبر 2001   | متداول          |
|                 |                 | 5،000 سوم       | أخضر              | شعار أوزبكستان                 | مجلس الأمة في طشقند                                       | 2013            | 1 يوليو 2013    | متداول          |
|                 |                 | 10،000 سوم      | أزرق              | شعار أوزبكستان                 | مجلس الشيوخ في طشقند                                      | 2017            | 10 مارس 2017    | متداول          |
|                 |                 | 50،000 سوم      | بنفسجي            | شعار أوزبكستان، تمثال في طشقند | قصر المؤتمرات في طشقند                                    | 2017            | 22 أغسطس 2017   | متداول          |
|                 |                 | 100،000 سوم     | برتقالي وبني فاتح | شعار أوزبكستان، أولوغ بيك      | مرصد ميرزو أولوغبيك في سمرقند؛ خريطة أوزبكستان            | 2019            | 25 فبراير 2019  | متداول          |
|                 |                 |                 |                   |                                |                                                           |                 |                 |                 |

| سلسلة 2021-2022 | سلسلة 2021-2022 | سلسلة 2021-2022 | سلسلة 2021-2022                      | سلسلة 2021-2022                                       | سلسلة 2021-2022                    | سلسلة 2021-2022 |
| الصورة          | الصورة          | القيمة          | اللون                                | الوصف                                                 | الوصف                              | تاريخ الطباعة   |
| الوجه           | الظهر           | القيمة          | اللون                                | الوجه                                                 | الظهر                              | تاريخ الطباعة   |
| --------------- | --------------- | --------------- | ------------------------------------ | ----------------------------------------------------- | ---------------------------------- | --------------- |
|                 |                 | 2،000 سوم       | أحمر                                 | قلعة بوكسورو، خريطة أوزبكستان، شعار أوزبكستان         | موقع بيكند الأثري                  | 2021            |
|                 |                 | 5،000 سوم       | أخضر                                 | مدرسة شيردور في سمرقند، شعار أوزبكستان                | موقع أفراسياب الأثري، فخار         | 2021            |
|                 |                 | 10،000 سوم      | أزرق                                 | مدرسة كوكلداش في طشقند، خريطة أوزبكستان               | موقع شوشتيبا الأثري في طشقند، فخار | 2021            |
|                 |                 | 20،000 سوم      | بنفسجي                               | هيكل كوي كريجان كالا، خريطة أوزبكستان، شعار أوزبكستان | موقع جونبوس الأثري، أباريق         | 2021            |
|                 |                 | 50،000 سوم      | بنفسجي فاتح                          | ضريح الحكيم الترمذي، شعار أوزبكستان                   | موقع فايتزيبا الأثري، إبريق وكأس   | 2021            |
|                 |                 | 100،000 سوم     | بني فاتح                             | قلعة إيجان في خيوة، شعار أوزبكستان                    | موقع أنغقاق الأثري، إبريق          | 2021            |
|                 |                 | 200،000 سوم     | البرتقالي والأخضر والأرجواني والأحمر | قصر خضير خان في قوقند، شعار أوزبكستان                 | موقع أخسيكاث، فخار                 | 2022            |